# Simon Guglielmi
Simon Guglielmi (Chambéry, 1º luglio 1997) è un ciclista su strada francese che corre per il team Arkéa-B&B Hotels; è professionista dal 2020.

## Carriera
Buon passista, discreto scalatore, dopo aver corso con la formazione Continental della Groupama-FDJ, passa professionista nel 2020 nella formazione titolare della squadra francese con la quale disputa due Giri d’Italia; in particolare, nell'edizione del 2021, si mette in luce nell'11ª tappa, entrando nella fuga di giornata e giungendo quinto al traguardo.
Nel 2022 passa alla formazione Professional francese Arkea-Samsic e partecipa per la prima volta alla Vuelta a España, confermandosi molto attivo nelle fughe di giornata e ottenendo come miglior risultato parziale un settimo posto nella 9ª tappa, con arrivo in salita a Les Praeres.
Nel 2023, con il passaggio al World Tour della formazione transalpina, arriva il debutto nella Grande Boucle. Come nei grandi giri precedentemente disputati riesce spesso ad inserirsi tra i battistrada, ottenendo nel complesso dei buoni risultati: vince il premio della combattività nella settima tappa, dopo una fuga solitaria di oltre 130 chilometri, e centra una top ten nella 15ª tappa.

## Supporto
Corridore molto disponibile con il pubblico che lo segue alle corse, ha una pagina instagram dedicata a lui che si chiama “Les Amis de Tignes”.

## Palmarès

### Strada
- 2014 (Juniores)

Trophée des Champions - UB Argentonnaise

#### Altri successi
- 2016 (CR4C Roanne)

Classifica giovani Grand Prix Chantal Biya
Classifica scalatori Grand Prix Chantal Biya
- 2018 (CR4C Roanne)

2ª tappa Tour de Moselle (Fontoy, cronosquadre)
- 2019 (Groupama-FDJ Continental Team)

Classifica scalatori Tour Alsace

## Piazzamenti

### Grandi Giri
- Giro d'Italia

2020: 116º
2021: 90º
2025: 94º
- Tour de France

2023: 69º
- Vuelta a España

2022: 59º
2024: 47º

### Classiche monumento
- Milano-Sanremo

2023: 102º
- Liegi-Bastogne-Liegi

2022: 64º
2023: 74º
2024: 101º
2025: 128º
- Giro di Lombardia

2020: 46º
2022: 52º
2023: ritirato
2024: 95º

### Competizioni mondiali
- Campionati del mondo

Yorkshire 2019 - In linea Under-23: 27º

### Competizioni europee
- Campionati europei su strada

Zlín 2018 - In linea Under-23: 24º